# Leucauge superba
Leucauge superba är en spindelart som först beskrevs av Tord Tamerlan Teodor Thorell 1890.  Leucauge superba ingår i släktet Leucauge och familjen käkspindlar. Inga underarter finns listade i Catalogue of Life.